# Bütschwil-Ganterschwil
Bütschwil-Ganterschwil – miejscowość i gmina we wschodniej Szwajcarii, w kantonie St. Gallen, w okręgu Toggenburg. Leży nad rzeką Thur. Powstała 1 stycznia 2013 r. z połączenia gmin Bütschwil oraz Ganterschwil.

## Demografia
W Bütschwil-Ganterschwil mieszkają 5163 osoby. W 2022 roku 15% populacji gminy stanowiły osoby urodzone poza Szwajcarią. 

## Transport
Przez teren gminy przebiega droga główna nr 16.